# 해파랑길

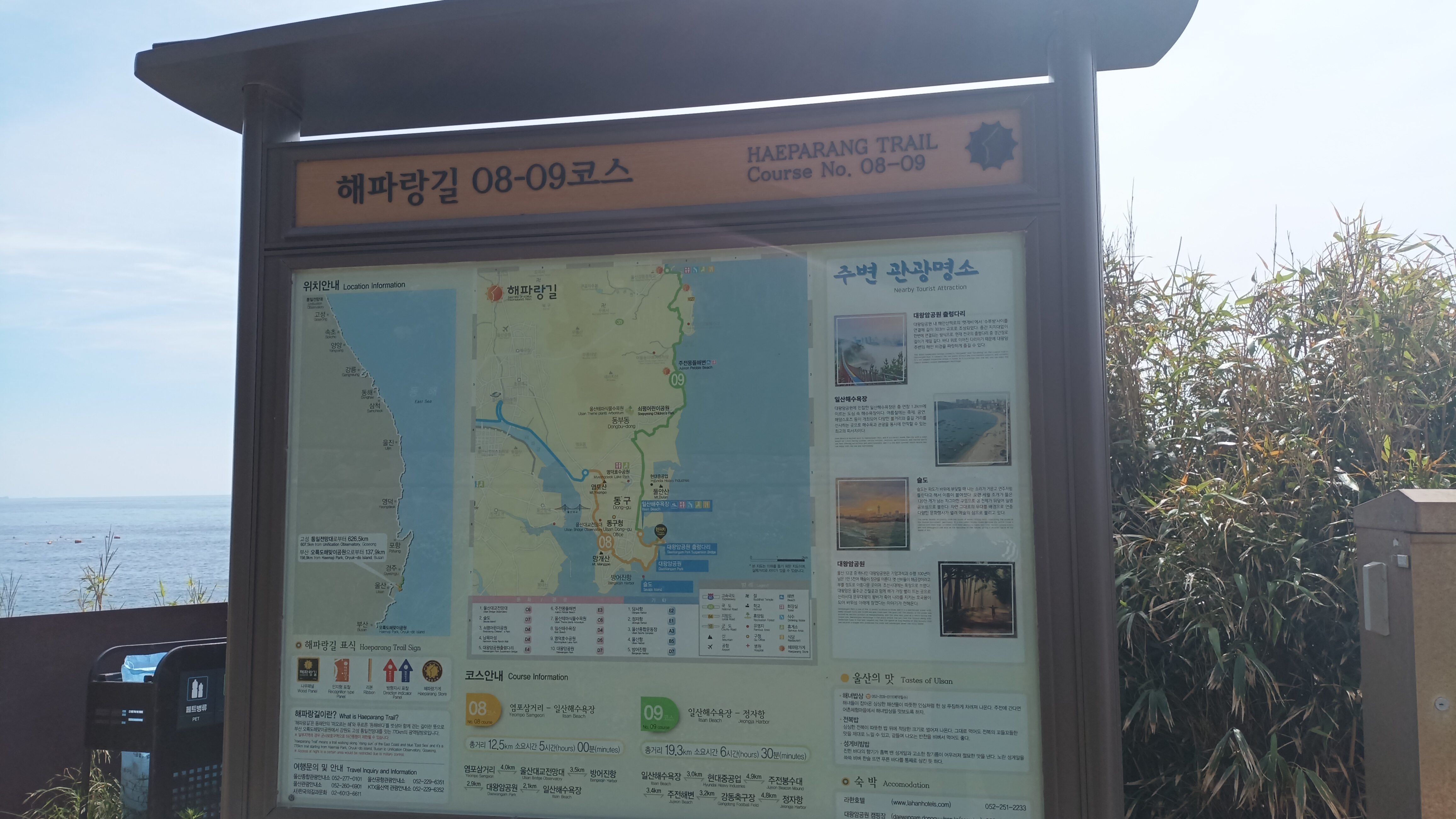
울산광역시 대왕암공원의 해파랑길 8, 9구간 안내판

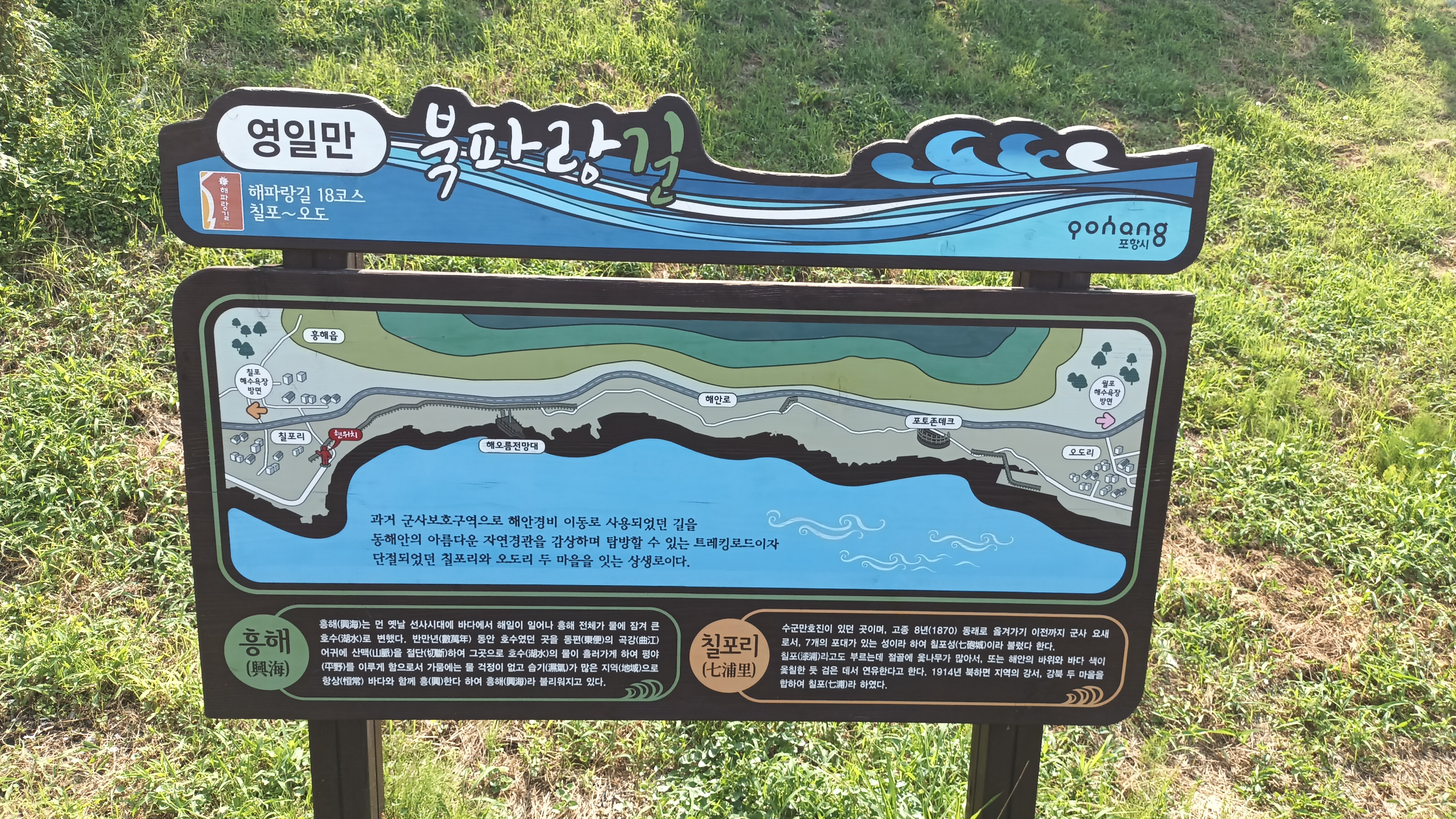
포항시 흥해읍 칠포리 해파랑길 18구간

해파랑길(Haeparang Trail)은 대한민국에서 가장 긴 최장 트레일 거리이다. 동해안의 상징인 "태양과 걷는 사색의 길"로, 총 길이는 750km다.
2010년 9월 15일에 문화체육관광부가 동해안 탐방로 이름으로 해파랑길을 선정하였으며, 2016년 5월에 정식 개통하였다.

## 코스
| 번호 | 구간             |   | 구간             | 경로지                                                                                     | 소재지                                     | 소재지                                     | 총거리 | 비고     |
| ---- | ---------------- | - | ---------------- | ------------------------------------------------------------------------------------------ | ------------------------------------------ | ------------------------------------------ | ------ | -------- |
| 1    | 오륙도해맞이공원 | ↔ | 미포             | 오륙도, 동백공원, 민락수변공원, 광안대교, 광안해수욕장, 해운대해수욕장, APEC하우스, 미포항 | 부산광역시 (남구, 수영구 해운대구, 기장군) | 부산광역시 (남구, 수영구 해운대구, 기장군) | 17.7km |          |
| 2    | 미포             | ↔ | 대변항           | 미포, 달맞이공원 어울마당, 구덕포, 송정해변, (임시 노선 운행), 대변항                      | 부산광역시 (남구, 수영구 해운대구, 기장군) | 부산광역시 (남구, 수영구 해운대구, 기장군) | 13.7km |          |
| 3    | 대변항           | ↔ | 임랑해변         | 대변항, 죽성리왜성, 기장군청, 일광해변, 임랑해변                                           | 부산광역시 (남구, 수영구 해운대구, 기장군) | 부산광역시 (남구, 수영구 해운대구, 기장군) | 20.2km |          |
| 4    | 임랑해변         | ↔ | 진하해변         | 임랑해변, 간절곶, 진하해변                                                                 | 부산광역시 (남구, 수영구 해운대구, 기장군) | 부산광역시 (남구, 수영구 해운대구, 기장군) | 19.7km |          |
| 5    | 진하해변         | ↔ | 덕하역           | 진하해변, 온양읍내, 옹기문화관, 우진휴게소, 덕하역                                         | 울산광역시 (울주군, 남구, 중구 동구, 북구) | 울산광역시 (울주군, 남구, 중구 동구, 북구) | 18.0km |          |
| 6    | 덕하역           | ↔ | 태화강전망대     | 덕하역, 선암호수공원, 울산대공원, 고래전망대, 태화강전망대                                 | 울산광역시 (울주군, 남구, 중구 동구, 북구) | 울산광역시 (울주군, 남구, 중구 동구, 북구) | 15.7km |          |
| 7    | 태화강전망대     | ↔ | 염포삼거리       | 태화강전망대, 십리대숲, 번영교, 염포삼거리                                                 | 울산광역시 (울주군, 남구, 중구 동구, 북구) | 울산광역시 (울주군, 남구, 중구 동구, 북구) | 18.1km |          |
| 8    | 염포삼거리       | ↔ | 일산해변         | 염포삼거리, 문현삼거리, 방어진항, 대왕암공원, 일산해변                                     | 울산광역시 (울주군, 남구, 중구 동구, 북구) | 울산광역시 (울주군, 남구, 중구 동구, 북구) | 11.7km |          |
| 9    | 일산해변         | ↔ | 정자항           | 일산해변, 현대예술공원, 주전봉수대, 주전해변, 정자항                                       | 울산광역시 (울주군, 남구, 중구 동구, 북구) | 울산광역시 (울주군, 남구, 중구 동구, 북구) | 19.1km |          |
| 10   | 정자항           | ↔ | 나아해변         | 정자항, 강동화암주상절리, 관성해변, 읍천항, 나아해변                                       | 경상북도                                   | 경주시                                     | 13.9km |          |
| 11   | 나아해변         | ↔ | 감포항           | 나아해변, 봉길해변(문무대왕릉), 감은사지, 나정해변, 전촌항, 감포항                         | 경상북도                                   | 경주시                                     | 18.9km |          |
| 12   | 감포항           | ↔ | 양포항           | 감포항, 오류해변, 연동마을, 양포항                                                         | 경상북도                                   | 경주시                                     | 13.0km |          |
| 13   | 양포항           | ↔ | 구룡포항         | 양포항, 금곡교, 구평포교, 구룡포항                                                         | 경상북도                                   | 포항시 (남구, 북구)                        | 18.3km |          |
| 14   | 구룡포항         | ↔ | 호미곶           | 구륭포항, 구룡포해변, 호미곶                                                               | 경상북도                                   | 포항시 (남구, 북구)                        | 15.3km |          |
| 15   | 호미곶           | ↔ | 흥환보건지소     | 호미곶, 대보저수지, 흥환보건지소                                                           | 경상북도                                   | 포항시 (남구, 북구)                        | 14.4km |          |
| 16   | 흥환보건지소     | ↔ | 송도해변         | 흥환보건지소, 도구해변, 화산식물원, 포스코역사박물관, 송도해변                             | 경상북도                                   | 포항시 (남구, 북구)                        | 23.3km |          |
| 17   | 송도해변         | ↔ | 칠포해변         | 송도해변, 포항여객선터미널, 영일신항만, 칠포해변                                           | 경상북도                                   | 포항시 (남구, 북구)                        | 17.1km |          |
| 18   | 칠포해변         | ↔ | 화진해변         | 칠포해변, 오도교, 월포해변, 화진해변                                                       | 경상북도                                   | 포항시 (남구, 북구)                        | 19.4km |          |
| 19   | 화진해변         | ↔ | 강구항           | 화진해변, 장사해변, 구계항, 삼사해상공원, 강구항                                           | 경상북도                                   | 영덕군                                     | 15.7km |          |
| 20   | 강구항           | ↔ | 영덕해맞이공원   | 강구항, 고불봉, 영덕풍력발전단지, 영덕해맞이공원                                           | 경상북도                                   | 영덕군                                     | 18.8km | 블루로드 |
| 21   | 영덕해맞이공원   | ↔ | 축산항           | 영덕해맞이공원, 오보해변, 경정해변, 축산항                                                 | 경상북도                                   | 영덕군                                     | 12.2km | 블루로드 |
| 22   | 축산항           | ↔ | 고래볼해변       | 축산항, 괴시리전통마을, 대진항, 덕진해변, 고래볼해변                                       | 경상북도                                   | 영덕군                                     | 16.1km | 블루로드 |
| 23   | 고래볼해변       | ↔ | 후포항           | 고래볼해변, 백석해변, 후포항입구                                                           | 경상북도                                   | 울진군                                     | 10.1km |          |
| 24   | 후포항           | ↔ | 기성버스터미널   | 후포항, 월송정, 구산항, 기성버스터미널                                                     | 경상북도                                   | 울진군                                     | 19.8km |          |
| 25   | 기성버스터미널   | ↔ | 수산교           | 기성버스터미널, 기성망양해변, 덕신해변, 무릉교, 수산교                                     | 경상북도                                   | 울진군                                     | 23.0km |          |
| 26   | 수산교           | ↔ | 죽변항           | 수산교, 울진엑스포공원, 연호공원, 봉평해변, 죽변항                                         | 경상북도                                   | 울진군                                     | 16.2km |          |
| 27   | 죽변항           | ↔ | 부구삼거리       | 죽변항, 옥계서원유허비각, 부구삼거리                                                       | 경상북도                                   | 울진군                                     | 9.2km  |          |
| 28   | 부구삼거리       | ↔ | 원덕버스정류장   | 부구삼거리, 고포항, 호산해변, 원덕버스정류장                                               | 강원특별자치도                             | 삼척시 (동해시)                            | 12.4km |          |
| 29   | 원덕버스정류장   | ↔ | 절터골           | 원덕버스정류장, 옥원소공원, 절터골                                                         | 강원특별자치도                             | 삼척시 (동해시)                            | 22.0km |          |
| 30   | 용화레일바이크역 | ↔ | 궁촌레일바이크역 | 용화레일바이크역, 황영조기념공원, 궁촌레일바이크역                                         | 강원특별자치도                             | 삼척시 (동해시)                            | 7.2km  |          |
| 31   | 공양왕릉입구     | ↔ | 맹방공원         | 공양왕릉입구, 재동소공원, 맹방공원                                                         | 강원특별자치도                             | 삼척시 (동해시)                            | 8.8km  |          |
| 32   | 맹방공원         | ↔ | 추암해변         | 맹방공원, 상맹방해변, 삼척역, 새천년해안유원지, 삼척해변, 추암해변                         | 강원특별자치도                             | 삼척시 (동해시)                            | 22.6km |          |
| 33   | 추암해변         | ↔ | 묵호역           | 추암해변, 동해역, 한섬해변, 묵호역                                                         | 강원특별자치도                             | 삼척시 (동해시)                            | 13.3km |          |
| 34   | 묵호역           | ↔ | 옥계시장         | 묵호역, 대진항, 망상해변, 옥계시장                                                         | 강원특별자치도                             | 삼척시 (동해시)                            | 18.9km |          |
| 35   | 옥계시장         | ↔ | 정동진역         | 옥계시장, 옥계해변, 금진항, 심곡항, 정동진역                                               | 강원특별자치도                             | 강릉시                                     | 13.4km |          |
| 36   | 정동진역         | ↔ | 안인해변         | 정동진역, 당집, 안인해변                                                                   | 강원특별자치도                             | 강릉시                                     | 9.5km  |          |
| 37   | 안인해변         | ↔ | 오독떼기전수관   | 안인해변, 수변공원, 오독떼기전수관                                                         | 강원특별자치도                             | 강릉시                                     | 17.6km |          |
| 38   | 오독떼기전수관   | ↔ | 솔바람다리       | 오독떼기전수관, 구정면사무소, 모산봉, 중앙시장, 솔바람다리                                 | 강원특별자치도                             | 강릉시                                     | 18.5km |          |
| 39   | 솔바람다리       | ↔ | 사천진리해변     | 솔바람다리, 허균허난설헌념관, 경포대, 사천진리해변                                         | 강원특별자치도                             | 강릉시                                     | 16.1km |          |
| 40   | 사천진리해변     | ↔ | 주문진해변       | 사천진리해변, 연곡해변, 주문진읍, 주문진해변                                               | 강원특별자치도                             | 강릉시                                     | 12.4km |          |
| 41   | 주문진해변       | ↔ | 죽도정입구       | 주문진해변, 지경해변, 남애항, 광진해변, 죽도정입구                                         | 강원특별자치도                             | 양양군 (속초시)                            | 12.2km |          |
| 42   | 죽도정입구       | ↔ | 하조대해변       | 죽도정입구, 기사문항, 하조대, 하조대해변                                                   | 강원특별자치도                             | 양양군 (속초시)                            | 9.6km  |          |
| 43   | 하조대해변       | ↔ | 수산항           | 하조대해변, 여운포교, 동호해변, 수산항                                                     | 강원특별자치도                             | 양양군 (속초시)                            | 9.4km  |          |
| 44   | 수산항           | ↔ | 속초해맞이공원   | 수산항, 낙산해변, 낙산사, 정암해변, 속초해맞이공원                                         | 강원특별자치도                             | 양양군 (속초시)                            | 12.5km |          |
| 45   | 속초해맞이공원   | ↔ | 장사항           | 속초해맞이공원, 대포항, 속초항, 속초등대전망대, 장사항                                     | 강원특별자치도                             | 양양군 (속초시)                            | 16.9km |          |
| 46   | 장사항           | ↔ | 삼포해변         | 장사항, 청간정, 천학정, 능파대, 삼포해변                                                   | 강원특별자치도                             | 고성군                                     | 15.0km |          |
| 47   | 삼포해변         | ↔ | 가진항           | 삼포해변, 철새관망타워, 가진항                                                             | 강원특별자치도                             | 고성군                                     | 9.7km  |          |
| 48   | 가진항           | ↔ | 거진항           | 가진항, 연어맞이광장, 거진항                                                               | 강원특별자치도                             | 고성군                                     | 16.4km |          |
| 49   | 거진항           | ↔ | 통일안보공원     | 거진항, 역사안보전시관, 대진등대, 금강산콘도, 통일안보공원                                 | 강원특별자치도                             | 고성군                                     | 11.8km |          |
| 50   | 통일안보공원     | ↔ | 통일전망대       | 통일안보공원, 명파초등학교, 제진검문소, DMZ박물관, 통일전망대                              | 강원특별자치도                             | 고성군                                     | 11.7km |          |

## 관련 TV 프로그램
- MBC 《MBC 스페셜 - 해파랑길 워킹맨》 2부작으로 방송하였다. (출연 : 이규한 · 김지훈 ·  서지석)

## 같이 보기
- 남파랑길 (해남 ~ 부산)
- 서해랑길 (해남 ~ 강화)
- DMZ 평화의 길 (강화 ~ 고성)
- 둘레길
- 동해
- 국도 제7호선
- 정동심곡바다부채길

## 관련 정보
- 서적 《동해안 해파랑길》(2014년) ISBN 9788959138173